# Georgios Dedas
Georgios Dedas (Grieks: Γιώργος Δέδας) (Komotini, 2 januari 1980) is een Grieks basketbalcoach en voormalig basketballer.

## Carrière

### Speler
Dedas maakte zijn debuut in 1999 voor het Griekse MENT BC Vassilakis waar hij vier seizoenen speelde. In 2003 ging hij spelen voor Iraklis BC waar hij drie seizoenen lang zou blijven. In 2006 koos hij voor een avontuur in het buitenland en tekende bij het Spaanse CB Breogán waar hij het seizoen 2006/07 doorbracht. De volgende twee seizoenen bleef hij actief in de Spaanse competitie en speelde voor CI Rosalía de Castro. In zijn laatste seizoen in Spanje speelde hij voor Cáceres Ciudad del Baloncesto.
Hij keerde in 2010 terug naar Griekenland en tekende bij de Griekse eersteklasser PAOK BC. Na een seizoen speelde hij een seizoen voor Rethymno BC waarna hij terugkeerde naar PAOK BC. Van 2012 tot 2016 speelde hij nog vier seizoenen lang in de Griekse eerste klasse.

#### Nationale ploeg
In 2005 won hij zilver met de nationale ploeg bestaande uit spelers jonger dan 26 op de Middellandse Zeespelen.

### Coach
Meteen na te zijn gestopt als speler werd hij assistent-coach bij AEK Athene BC voor een seizoen onder Sotiris Manolopoulos en daarna Dragan Šakota. In het seizoen 2017/18 was hij assistent bij Trikala Aries BC onder Kostas Mexas; na het seizoen stopte de club. Hij tekende daarop als assistent bij topclub Olympiakos Piraeus BC onder hoofdcoach David Blatt en daarna Kęstutis Kemzūra. In februari 2020 was hij tot het einde van het seizoen aan de slag bij het Russische BK Avtodor Saratov onder Donaldas Kairys.
Hij maakte voor het seizoen 2020/21 de overstap naar BC Rytas Vilnius waar hij opnieuw assistent was onder Donaldas Kairys. Na diens ontslag bleef hij bij de club en onder de nieuwe coach Giedrius Žibėnas. In 2025 tekende hij voor twee seizoenen bij de Belgische eersteklasser BC Oostende als opvolger van de vertrokken Dario Gjergja.

## Privéleven
Dedas broer Stefanos Dedas werd ook een basketbalcoach.

## Erelijst

### Als speler
- Middellandse Zeespelen (2005)

### Als assistent-coach
- Litouws landskampioen: 2022, 2024